# Tahion
Tahion /ˈtæki.ɒn/ ili tahionska čestica je hipotetska čestica koja uvijek putuje brže od svjetlosti. Riječ dolazi od grčkog: ταχύ (čit. tahi) - brz, ubrzan. Riječ je 1967. smislio Gerald Feinberg.  Komplementarne vrste čestica su luksoni (uvijek putuju brzinom svjetlosti) i bradioni (uvijek putuju sporije od brzine svjetlosti), koji postoje. Mogućnost čestice brže od svjetla su prvi predložili O. M. P. Bilaniuk, V. K. Deshpande, i E. C. G. Sudarshan 1962., iako su koristili izraz" meta-čestica".